# Космос (Секретные материалы)
«Космос» (англ. «Space») — девятый эпизод первого сезона фантастического сериала «Секретные материалы». Премьера состоялась 12 ноября 1993 года на телеканале FOX. Эпизод является «монстром недели», не связанным с основной «мифологией» сериала.
Специальные агенты ФБР Фокс Малдер и Дана Скалли отправляются в Хьюстон после того, как служащая NASA Мишель Дженеро показывает им доказательства того, что космический челнок может быть саботирован. Недавно запуск пришлось прервать буквально за секунду до старта, а сейчас планируется новый запуск. Человек, ответственный за программу — легендарный астронавт подполковник Маркус Аурелиус Белт. Он утверждает, что нет ничего в отменённом запуске, о чём бы он не знал, и что саботаж — это нонсенс. Второй запуск проходит без каких-либо проблем, но вскоре центр управления полётами сталкивается с затруднениями в связи с устройством. Всё это как-то связано с тем, что случилось с Белтом во время его последнего полёта и теперь влияет на его поступки.

## Сюжет
Эпизод начинается с выпуска новостей 1977 года, рассказывающих об обнаружении на Марсе воды и «лиц в ландшафте». Подполковник Белт, командующий миссией, ныне руководитель программы запуска шаттлов, мучается от воспоминаний о чём-то, что случилось с ним во время полёта, и от странных снов о марсианских «лицах».
Агенты ФБР Малдер и Скалли приглашены Мишель Дженеро, командующей связью Центра управления полётами NASA. Дженеро уверена, что кто-то в NASA саботирует попытки запуска шаттлов. Недавний старт космического челнока был отменён за 3 секунды до начала, и Дженеро опасается, что следующий запуск тоже находится под угрозой. Кроме того, она лично заинтересована в удачном пуске, ведь её жених будет находиться на борту шаттла во время его следующей миссии.
Малдер и Скалли отправляются в NASA и встречаются с Белтом — героем детства для Фокса. Белт отвергает сомнения агентов, утверждая, что с миссией не может произойти ничего непредвиденного. Он позволяет агентам наблюдать за запуском из Центра управления полётами. Однако связь с шаттлом пропадает сразу после того, как он выходит на орбиту. Во время поездки с Малдером и Скалли в попытке добраться под проливным дождём до Центра управления полётами Дженеро видит призрачное лицо, приближающееся к ней через ветровое стекло, что приводит к аварии.
Шаттл развернуло к солнцу и Центр управления полётами не в состоянии вернуть его в правильное положение: это значит, что астронавты скоро сгорят, если не исправить ситуацию. Дженеро уверена, что канал связи был специально нарушен кем-то в Центре. Белт приказывает оборвать канал связи и позволяет астронавтам развернуть челнок в ручном режиме — рискованный шаг, который, тем не менее, окупается сполна. Хотя полёт становится для астронавтов очень опасным, Белт приказывает экипажу продолжать свою миссию, возмущая тем самым Дженеро и агентов ФБР. Белт продолжает лгать прессе о состоянии полёта. Малдер оказывает ему сопротивление по этому поводу, а Маркус заявляет, что программа полёта шаттлов, скорее всего, будет закрыта, если миссия не завершится удачно.
Белт возвращается домой, где у него случается новый флешбэк: он кричит, когда какая-то астральная сущность покидает его тело и вылетает в окно, устремляясь в небо. В то же время астронавты на борту космического челнока сообщают, что слышали удар снаружи, и затем начинают ощущать нехватку кислорода. Один из них заявляет, что видит что-то вроде призрака за пределами корабля.
Агенты исследуют записи, которые свидетельствуют о том, что Белт знал о повреждениях оборудования и возможной поломке уплотнителя на Челленджере. Белт падает духом и признаётся, что в нём живёт какая-то астральная сила, которая его контролирует. По его уверениям, они могут привести шаттл в готовность, чтобы изменить его траекторию и успешно его посадить. В больнице Белт продолжает бороться с тем, что живёт внутри него, и, в конечном счёте, выпрыгивает из окна и разбивается. Во время падения он вспоминает свою последнюю космическую миссию.
Малдер предполагает, что нечто, овладевшее Белтом, понуждало его к саботажу запуска шаттлов. В то же время Белт был единственным, кто передал Дженеро доказательства того, что происходило на самом деле. Он хвалит последнюю жертву Белта, утверждая, что тот умер, как подобает астронавту: отдал свою жизнь за миссию.

## В ролях
- Джиллиан Андерсон в роли агента Даны Скалли
- Дэвид Духовны в роли агента Фокса Малдера
- Эд Лотер в роли подполковника Маркуса Аурелиуса Белта
- Сюзанна Томпсон в роли Мишель Дженеро
- Том МакБет в роли учёного
- Терри Дэвид Маллиган в роли управляющего полётом № 1
- Френч Тикнер в роли Проповедника
- Норма Уик в роли журналиста
- Альф Хамфриз в роли управляющего полётом № 2
- Дэвид Кэмерон в роли молодого учёного
- Тирон Лирондель в роли сотрудника базы данных
- Пол Де Рош в роли врача скорой помощи

## Съёмки
- Идея эпизода пришла к Крису Картеру после того, как он узнал из новостей про «марсианские лица».
- «Космос» задумывался как низкобюджетный эпизод, поскольку несколько предыдущих серий превысили свои сметы. И хотя создатели эпизода использовали значительное количество недорогих архивных съёмок NASA, создание командного центра стало предметом финансового перерасхода, в конечном итоге приведшем к тому, что данная серия стала самой дорогой в первом сезоне. Сложный командный центр создали и сняли в амфитеатре в Ванкувере, чьи наклонные поверхности позволили имитировать компьютерные терминалы без сооружения дополнительных декораций. Некоторые сцены серии были сняты в командном центре Канадских авиалиний в Ричмонде (Британская Колумбия).